# Arménie aux Jeux olympiques d'été de 2008
L'Arménie participe aux Jeux olympiques d'été de 2008 à Pékin. Il s'agit de sa quatrième participation à des Jeux d'été.

## Liste des médaillés arméniens

### Médailles d'or
| Sport              | Discipline | Sportifs | Performance |
| Médailles d'or : 0 |            |          |             |

### Médailles d'argent
| Sport                  | Discipline         | Sportifs                  | Performance |
| Médailles d'argent : 1 |                    |                           |             |
| Haltérophilie          | Moins de 69 kg (H) | Tigran Gevorq Martirosyan | 338 kg      |

### Médailles de bronze
| Sport                   | Discipline          | Sportifs          | Performance        |
| Médailles de bronze : 4 |                     |                   |                    |
| Haltérophilie           | Moins de 77 kg (H)  | Gevorg Davtyan    | 360 kg             |
| Lutte gréco-romaine     | Moins de 55 kg (H)  | Roman Amoyan      | 0-3 en 1/2 finale  |
| Lutte gréco-romaine     | Moins de 120 kg (H) | Yuri Patrikeev    | 2-6 en 1/2 finale  |
| Boxe                    | Poids légers (H)    | Hrachik Javakhyan | 5-10 en 1/2 finale |

## Athlètes arméniens par sport

### Athlétisme
| Femmes - 100 m : - Ani Khachikyan | Hommes - Lancer de javelot : - Melik Janoyan |

#### Hommes
| Épreuve           | Athlète       | Séries   | Séries | Quarts de finale | Quarts de finale | Demi-finales | Demi-finales | Finale   | Finale |
| Épreuve           | Athlète       | Résultat | Rang   | Résultat         | Rang             | Résultat     | Rang         | Résultat | Rang   |
| ----------------- | ------------- | -------- | ------ | ---------------- | ---------------- | ------------ | ------------ | -------- | ------ |
| Lancer du javelot | Melik Janoyan | 64,47m   | 19e    | -                | -                | -            | -            | -        | -      |

#### Femmes
| Épreuve    | Athlète        | Séries   | Séries | Quarts de finale | Quarts de finale | Demi-finales | Demi-finales | Finale   | Finale |
| Épreuve    | Athlète        | Résultat | Rang   | Résultat         | Rang             | Résultat     | Rang         | Résultat | Rang   |
| ---------- | -------------- | -------- | ------ | ---------------- | ---------------- | ------------ | ------------ | -------- | ------ |
| 100 mètres | Ani Khachikyan | 12.76    | 6e     | -                | -                | -            | -            | -        | -      |

### Boxe
Hommes
- Poids mi-mouche (48 kg) :
  - Hovhannes Danielyan
- Poids léger (60 kg) :
  - Hrachik Javakhyan
- Poids super-léger (64 kg) :
  - Eduard Hambardzumyan
- Poids moyen (75 kg) :
  - Andranik Hakobyan

| Athlète              | Catégorie                  | 16e de finale               | 8e de finale           | Quart de finale     | Demi-finale             | Finale              |
| Athlète              | Catégorie                  | Adversaire Résultat         | Adversaire Résultat    | Adversaire Résultat | Adversaire Résultat     | Adversaire Résultat |
| -------------------- | -------------------------- | --------------------------- | ---------------------- | ------------------- | ----------------------- | ------------------- |
| Hovhannes Danielyan  | Poids mi-mouches (-48kg)   | Thomas Essomba Victoire 9-3 | Zhakipov Défaite 7-13  | -                   | -                       | -                   |
| Hrachik Javakhyan    | Poids plumes (-60Kg)       | NC                          | Lawal Victoire 12-0    | Sub Victoire WO     | Tishchenko Défaite 5-10 | -                   |
| Eduard Hambartsumyan | Poids super-légers (-64Kg) | Diaz Défaite 4-11           | -                      | -                   | -                       | -                   |
| Andranik Hakobyan    | Poids moyens (-75Kg)       | Saraku Victoire 14-8        | Rasulov Défaite RSCI 4 | -                   | -                       | -                   |

### Judo
Hommes
- 60 kg :
  - Hovhannes Davtyan
- 66 kg :
  - Armen Nazarian

### Haltérophilie
| Hommes - 69 kg : - Tigran Gevorq Martirosyan - 77 kg : - Gevorg Davtyan - Ara Khachatryan - 85 kg : - Tigran Vardan Martirosyan - Edgar Gevorgyan | Femmes - 75 kg : - Hripsime Khurshudyan |

### Lutte

#### Gréco-Romaine
Hommes
- 55 kg :
  - Roman Amoyan
- 60 kg :
  - Karen Mnatsakanyan
- 66 kg :
- Arman Adikyan
- 74 kg :
  - Arsen Julfalakyan
- 84 kg :
  - Denis Forov
- 120 kg :
  - Yuri Patrikeyev

#### Libre
Hommes
- 60 kg :
  - Martin Berberyan
- 66 kg :
  - Suren Markosyan
- 84 kg :
  - Harutyun Yenokyan

### Natation
Hommes
- 100 m nage libre :
  - Michael Koloyan

### Tir
Hommes
- 10 m pistolet à air :
  - Norayr Bakhtamyan